# Puchar Europy Mistrzów Klubowych w piłce siatkowej (1975/1976)
Puchar Europy Mistrzów Krajowych 1975/1976 - 17. sezon Pucharu Europy Mistrzów Krajowych rozgrywanego od 1959 roku, organizowanego przez Europejską Konfederację Piłki Siatkowej (CEV) w ramach europejskich pucharów dla męskich klubowych zespołów siatkarskich "starego kontynentu".

## Drużyny uczestniczące
| Państwo        | Drużyna             |
| -------------- | ------------------- |
| Austria        | DTJ Wiedeń          |
| Belgia         | VC Turnhout         |
| Bułgaria       | Sławia Sofia        |
| Czechosłowacja | Dukla Liberec       |
| Finlandia      | NMKY Pieksämäki     |
| Francja        | MUC Montpellier     |
| Grecja         | Panathinaikos Ateny |
| Hiszpania      | Atletico Madryt     |
| Holandia       | Gaggenau Corbulo    |
| Jugosławia     | Spartak Subotica    |
| Polska         | Resovia Rzeszów     |
| Portugalia     | FC Porto            |
| RFN            | TSV 1860 Monachium  |
| Szwajcaria     | VBC Biel-Bienne     |
| Szwecja        | Lindingso SK        |
| Turcja         | Muhafızgücü Ankara  |
| Włochy         | Ariccia Rzym        |

## Runda wstępna
| Data | Drużyna 1           | Wynik | Drużyna 2           | Sety |
| ---- | ------------------- | ----- | ------------------- | ---- |
|      | Atletico Madryt     | 3:2   | Panathinaikos Ateny |      |
|      | Panathinaikos Ateny | 3:0   | Atletico Madryt     |      |
|      |                     |       |                     |      |
|      | TSV 1860 Monachium  | 3:1   | VBC                 |      |
|      | VBC                 | 0:3   | TSV 1860 Monachium  |      |

## Faza finałowa

### Runda 1/8
| Data | Drużyna 1          | Wynik | Drużyna 2          | Sety |
| ---- | ------------------ | ----- | ------------------ | ---- |
|      | Spartak Subotica   |       |                    |      |
|      |                    |       | Spartak Subotica   |      |
|      |                    |       |                    |      |
|      | Resovia Rzeszów    | 3:0   | Muhafizgucu Ankara |      |
|      | Muhafizgucu Ankara | 0:3   | Resovia Rzeszów    |      |
|      |                    |       |                    |      |
|      | TSV 1860 Monachium | 3:0   | DTJ Wiedeń         |      |
|      | DTJ Wiedeń         | 0:3   | TSV 1860 Monachium |      |
|      |                    |       |                    |      |
|      | VC Turnhout        | 3:2   | Gaggenau           |      |
|      | Gaggenau           | 2:3   | VC Turnhout        |      |
|      |                    |       |                    |      |
|      | Dukla Liberec      | 3:1   | Panathinaikos      |      |
|      | Panathinaikos      | 0:3   | Dukla Liberec      |      |
|      |                    |       |                    |      |
|      | Sławia Sofia       | 3:1   | MUC Montpellier    |      |
|      | MUC Montpellier    | 2:3   | Sławia Sofia       |      |
|      |                    |       |                    |      |
|      | Ariccia Rzym       | 3:0   | FC Porto           |      |
|      |                    |       | Ariccia Rzym       |      |
|      |                    |       |                    |      |
|      | Lindingso SK       | 0:3   | NMKY Pieksämäki    |      |
|      | NMKY Pieksämäki    | 3:2   | Lindingso SK       |      |

### Półfinał

#### Grupa A
Monachium
Wyniki
| Data  | Drużyna 1          | Wynik | Drużyna 2          | Sety |
| ----- | ------------------ | ----- | ------------------ | ---- |
| 12.03 | Spartak Subotica   | 3:2   | Resovia Rzeszów    |      |
| 12.03 | TSV 1860 Monachium | 3:0   | VC Turnhout        |      |
|       |                    |       |                    |      |
| 13.03 | Resovia Rzeszów    | 3:0   | VC Turnhout        |      |
| 13.03 | Spartak Subotica   | 3:0   | TSV 1860 Monachium |      |
|       |                    |       |                    |      |
| 14.03 | Spartak Subotica   | 3:0   | VC Turnhout        |      |
| 14.03 | Resovia Rzeszów    | 3:0   | TSV 1860 Monachium |      |

Tabela
| Lp. | Drużyna            | Pkt | Mecze | Mecze | Mecze | Sety | Sety | Sety  |
| Lp. | Drużyna            | Pkt | M     | W     | P     | wyg. | prz. | ratio |
| --- | ------------------ | --- | ----- | ----- | ----- | ---- | ---- | ----- |
| 1   | Spartak Subotica   | 6   | 3     | 3     | 0     | 9    | 2    | 4.500 |
| 2   | Resovia Rzeszów    | 5   | 3     | 2     | 1     | 8    | 3    | 2.667 |
| 3   | TSV 1860 Monachium | 4   | 3     | 1     | 2     | 3    | 6    | 0.500 |
| 4   | VC Turnhout        | 3   | 3     | 0     | 3     | 0    | 9    | 0.000 |

#### Grupa B
Pieksämäki
Wyniki
| Data  | Drużyna 1     | Wynik | Drużyna 2       | Sety |
| ----- | ------------- | ----- | --------------- | ---- |
| 12.03 | Dukla Liberec | 3:0   | Ariccia Rzym    |      |
| 12.03 | Sławia Sofia  | 3:1   | NMKY Pieksämäki |      |
|       |               |       |                 |      |
| 13.03 | Sławia Sofia  | 3:0   | Ariccia Rzym    |      |
| 13.03 | Dukla Liberec | 3:0   | NMKY Pieksämäki |      |
|       |               |       |                 |      |
| 14.03 | Dukla Liberec | 3:0   | Sławia Sofia    |      |
| 14.03 | Ariccia Rzym  | 3:0   | NMKY Pieksämäki |      |

Tabela
| Lp. | Drużyna         | Pkt | Mecze | Mecze | Mecze | Sety | Sety | Sety  |
| Lp. | Drużyna         | Pkt | M     | W     | P     | wyg. | prz. | ratio |
| --- | --------------- | --- | ----- | ----- | ----- | ---- | ---- | ----- |
| 1   | Dukla Liberec   | 6   | 3     | 3     | 0     | 9    | 0    | MAX   |
| 2   | Sławia Sofia    | 5   | 3     | 2     | 1     | 6    | 4    | 1.500 |
| 3   | Ariccia Rzym    | 4   | 3     | 1     | 2     | 3    | 6    | 0.500 |
| 4   | NMKY Pieksämäki | 3   | 3     | 0     | 3     | 1    | 9    | 0.111 |

### Finał
Bruksela
Wyniki
| Data  | Drużyna 1        | Wynik | Drużyna 2        | Sety                             |
| ----- | ---------------- | ----- | ---------------- | -------------------------------- |
| 06.04 | Sławia Sofia     | 3:0   | Resovia Rzeszów  | 15:13, 15:6, 15:10               |
| 06.04 | Dukla Liberec    | 3:1   | Spartak Subotica | 15:1, 12:15, 15:9, 15:11         |
|       |                  |       |                  |                                  |
| 07.04 | Spartak Subotica | 3:2   | Resovia Rzeszów  | 16:14, 17:15, 10:15, 10:15, 15:6 |
| 07.04 | Dukla Liberec    | 3:1   | Sławia Sofia     | 11:15, 15:4, 17:15, 17:15        |
|       |                  |       |                  |                                  |
| 08.04 | Sławia Sofia     | 3:0   | Spartak Subotica | 15:8, 15:10, 15:13               |
| 08.04 | Dukla Liberec    | 3:0   | Resovia Rzeszów  | 15:13, 15:13, 15:12              |

Tabela
| Lp. | Drużyna          | Pkt | Mecze | Mecze | Mecze | Sety | Sety | Sety  |
| Lp. | Drużyna          | Pkt | M     | W     | P     | wyg. | prz. | ratio |
| --- | ---------------- | --- | ----- | ----- | ----- | ---- | ---- | ----- |
| 1   | Dukla Liberec    | 6   | 3     | 3     | 0     | 9    | 2    | 4.500 |
| 2   | Sławia Sofia     | 5   | 3     | 2     | 1     | 7    | 3    | 2.333 |
| 3   | Spartak Subotica | 4   | 3     | 1     | 2     | 4    | 8    | 0.500 |
| 4   | Resovia Rzeszów  | 3   | 3     | 0     | 3     | 2    | 9    | 0.222 |

## Klasyfikacja końcowa
| Miejsce | Drużyna          |
| ------- | ---------------- |
| złoto   | Dukla Liberec    |
| srebro  | Sławia Sofia     |
| brąz    | Spartak Subotica |
| 4.      | Resovia Rzeszów  |